# Epaphras Ndaitwah
Epaphras Denga Ndaitwah (* 13. Dezember 1952 in Südwestafrika) ist ein ehemaliger namibischer Militär, Diplomat und seit dem 21. März 2025, als Ehemann von Staatspräsidentin Netumbo Nandi-Ndaitwah First Gentleman Namibias. Von 2010 bis Ende 2013 war er als Chief of the Defence Force der Namibian Defence Force (NDF) höchstrangigster Soldat in Namibia.

## Militärkarriere
Ndaitwah schloss sich 1974 der People's Liberation Army of Namibia (PLAN), dem bewaffneten Arm der SWAPO, an. Er war maßgeblich am namibischen Befreiungskampf beteiligt. Ndaitwah absolvierte militärische Ausbildungen in Indien, Nigeria, Jugoslawien, Russland, Sambia und Tansania.
Mit Unabhängigkeit Namibias 1990 wurde Ndaitwah Assistent des Chief of the Defence Force Dimo Hamaambo. Er nahm zu dieser Zeit den Rang eines Oberstleutnant ein. 1994 stieg er zum Oberst auf und diente als Brigadekommandeur in Otavi. Wenig später zog die Brigade nach Walvis Bay um, das im gleichen Jahr Teil von Namibia wurde. 1997 wurde Ndaitwah als Brigadegeneral zum Vizekommandeur der Namibian Army befördert. 1998 diente er in den Friedenstruppen im Zweiten Kongokrieg. Bis 2006 war Ndaitwah chargé d’affaires Namibias in der Demokratischen Republik Kongo. 2008 stieg er zum Generalmajor auf und wurde nur zwei Jahre später als Generalleutnant Chef der NDF. Ende 2013 gab er das Amt aus Altersgründen ab. 
2007 erhielt Ndaitwah einen Master in strategischen Studien der University of Ibadan in Nigeria.

## Nach dem Militär
Ndaitwah war als Lehrbeauftragter und in hohen Verwaltungspositionen von 2015 bis 2024 an der International University of Management (IUM) in Windhoek beschäftigt.

## Veröffentlichungen
- A life and Views of a Soldier: Author's Perspective, LAP Lambert Academic Publishing, 2017, ISBN 978-620-2-00672-9.
- Strategic Leadership and Management the Direction Pointers, LAP Lambert Academic Publishing, 2017, ISBN 978-6202065955.